# Sarn
Pour les articles homonymes, voir Sarn (homonymie).
Sarn est un village dépendant aujourd'hui de la commune de Cazis. C'était autrefois une ancienne commune suisse du canton des Grisons. Depuis le 1er janvier 2010, la commune de Sarn a intégré la commune de Cazis comme les communes de Präz, de Tartar et de Portein. Son ancien numéro OFS est le 3666.